# Hedströmmen dämningsområde
Hedströmmen dämningsområde är en sjö i Skinnskattebergs kommun i Västmanland och ingår i Norrströms huvudavrinningsområde. Sjön har en area på 0,539 kvadratkilometer och ligger 89,9 meter över havet. Sjön avvattnas av vattendraget Hedströmmen.

## Delavrinningsområde
Hedströmmen dämningsområde ingår i det delavrinningsområde (662730-149092) som SMHI kallar för Nedlagd mätstation. Medelhöjden är 111 meter över havet och ytan är 9,07 kvadratkilometer. Räknas de 36 avrinningsområdena uppströms in blir den ackumulerade arean 490,76 kvadratkilometer. Hedströmmen som avvattnar avrinningsområdet har biflödesordning 3, vilket innebär att vattnet flödar genom totalt 3 vattendrag innan det når havet efter 189 kilometer. Avrinningsområdet består mestadels av skog (75 procent). Avrinningsområdet har 0,51 kvadratkilometer vattenytor vilket ger det en sjöprocent på 5,7 procent.